# San Juan y Martínez
San Juan y Martínez é um município de Cuba pertencente à província de Pinar del Río. 